# Okręg Vorderland
Okręg Vorderland (niem. Bezirk Vorderland) – dawny okręg w Szwajcarii w kantonie Appenzell Ausserrhoden. Powstał w 1877 i istniał do 1995.
W skład okręgu wchodziło osiem gmin (Einwohnergemeinde)
| Herb         | Gmina        | Liczba mieszkańców (31 grudnia 2005) | Powierzchnia w km² |
| ------------ | ------------ | ------------------------------------ | ------------------ |
| Grub         | Grub         | 1003                                 | 4.26               |
| Heiden       | Heiden       | 3993                                 | 6.94               |
| Lutzenberg   | Lutzenberg   | 1222                                 | 2.26               |
| Rehetobel    | Rehetobel    | 1707                                 | 6.75               |
| Reute        | Reute        | 699                                  | 4.99               |
| Wald         | Wald         | 874                                  | 6.82               |
| Walzenhausen | Walzenhausen | 2064                                 | 6.98               |
| Wolfhalden   | Wolfhalden   | 1713                                 | 6.94               |
|              | Razem        | 13'275                               | 45.94              |